# Епархия Палмерстон-Норта
 Епархия Палмерстон-Норта  (лат. Dioecesis Palmerstonaquiloniana) — епархия Римско-Католической церкви с центром в городе Палмерстон-Норт, Новая Зеландия. Епархия Палмерстон-Норта входит в митрополию Веллингтона. Кафедральным собором епархии Палмерстон-Норта является церковь Святого Духа.

## История
6 марта 1980 года Папа Римский Иоанн Павел II выпустил буллу «Properamus et gestimus», которой учредил епархию Палмерстон-Норта, выделив её из архиепархии Веллингтона.

## Ординарии епархии
- епископ Питер Джеймс Каллинан[англ.] (6.03.1980 — 22.02.2012);
- епископ Чарльз Дреннан[англ.] (22.02.2012 — по настоящее время).